# Ludwig Lange (fisico)
Ludwig Lange (Gießen, 21 giugno 1863 – Weinsberg, 12 luglio 1936) è stato un fisico tedesco.

## Biografia
Fu il figlio del filologo e archeologo Ludwig Lange e di sua moglie Adelheide Blume. 
Studiò matematica e fisica, ma anche psicologia, epistemologia ed etica, presso le università di Lipsia e Gießen tra il 1882 e il 1885. Fu assistente di Wilhelm Wundt dal 1885 al 1887 e conseguì il dottorato di ricerca nel 1886. Lavorò per diversi anni come Privatdozent e nel campo della fotografia. Dal 1887 esibì crescenti sintomi di una malattia nervosa. Nel 1936 morì in un ospedale psichiatrico (Klinikum am Weissenhof) a Weinsberg.
Lange è noto per aver inventato termini come sistema di riferimento inerziale e tempo inerziale (1885), che sono stati usati da lui al posto di "spazio e tempo assoluti" di Newton. Questo è stato molto importante per lo sviluppo della meccanica relativistica dopo il 1900. DiSalle descrive la definizione di Lange in questo modo:

## Opere
- (DE) L. Lange, Über die wissenschaftliche Fassung des Galileischen Beharrungsgesetzes, in Philosophische Studien, vol. 2, 1885,  pp. 266-297.
- (DE) L. Lange, Über das Beharrungsgesetz. Berichte über Verhandlungen der Königlich Sächsischen Gesellschaft der Wissenschaften, in Mathematisch-physikalische Klasse, Leipzig, 1885,  pp. 333-351.
- (DE) L. Lange, Die geschichtliche Entwicklung des Bewegungsbegriffs und ihr voraussichtliches Endergebnis, Leipzig, W. Engelmann, 1886.
- (DE) L. Lange, Das Inertialsystem vor dem Forum der Naturforschung, in Philosophische Studien, vol. 20, 1902,  pp. 1-71.